# Kypello Ellados 1950-1951
La Coppa di Grecia 1950-1951 è stata la 9ª edizione del torneo. La competizione è terminata l'11 maggio 1951. L'Olympiacos ha vinto il trofeo per la seconda volta, battendo in finale il PAOK.

## Ottavi di finale
| Squadra 1        | Risultato   | Squadra 2                  |
| ---------------- | ----------- | -------------------------- |
| AEK Atene        | 2 – 1       | Aias Salamina              |
| Apollōn Smyrnīs  | 1 – 2       | Asteras Atene              |
| Elpida Drama     | 3 – 4       | PAOK                       |
| Iraklis Larissa  | 0 – 5       | Arīs Salonicco             |
| OFI Creta        | 0 – 4       | Ethnikos Pireo             |
| Achille Patrasso | –           | Panathīnaïkos              |
| Olympiacos       | 0 – 0 (dts) | Paniōnios                  |
| Makedonikos      | 2 – 1       | Megas Alexandros Salonicco |

Rigiocata
| Squadra 1 | Risultato | Squadra 2  |
| --------- | --------- | ---------- |
| Paniōnios | 0 – 3     | Olympiacos |

## Quarti di finale
| Squadra 1     | Risultato   | Squadra 2      |
| ------------- | ----------- | -------------- |
| Panathīnaïkos | 3 – 0       | Ethnikos Pireo |
| PAOK          | 4 – 2 (dts) | Arīs Salonicco |
| Olympiacos    | 6 – 2       | Makedonikos    |
| Asteras Atene | 3 – 0       | AEK Atene      |

## Semifinali
| Squadra 1  | Risultato | Squadra 2     |
| ---------- | --------- | ------------- |
| Olympiacos | 3 – 1     | Asteras Atene |
| PAOK       | 1 – 0     | Panathīnaïkos |

## Finale
| Arbitro: | Sotiris Asprogerakas |

|                                                |           |  |
| Mouratis 27’ Darivas 66’ Drosos 75’ Drosos 80’ | Marcatori |  |